# Brodenbach
Brodenbach település Németországban, Rajna-vidék-Pfalz tartományban. Lakosainak száma 688 fő (2023. december 31.). Brodenbach Boppard és Nörtershausen községekkel határos.

## Fekvése
Oberfelltől délre, a Mosel partján fekvő település.

## Galéria

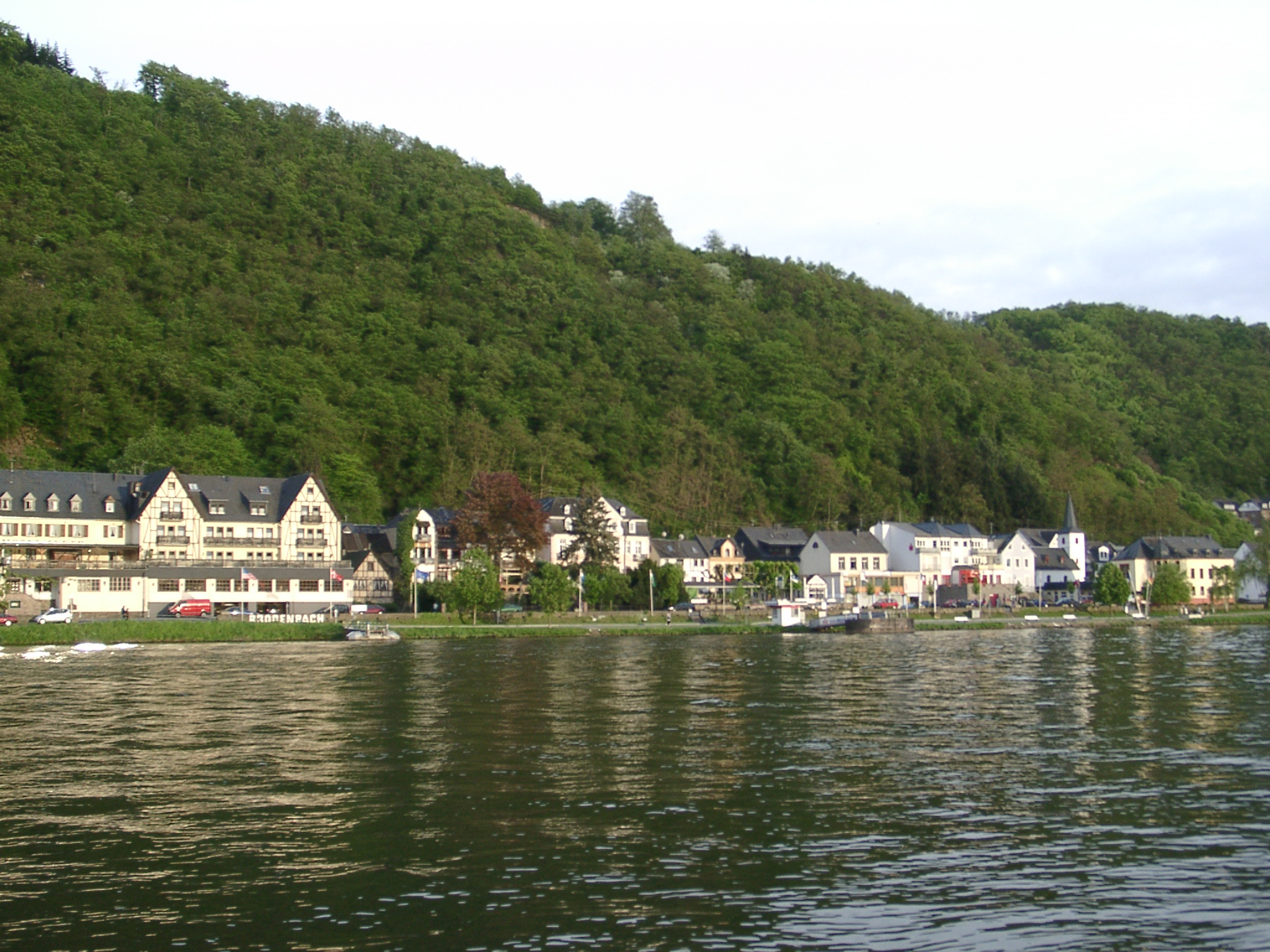
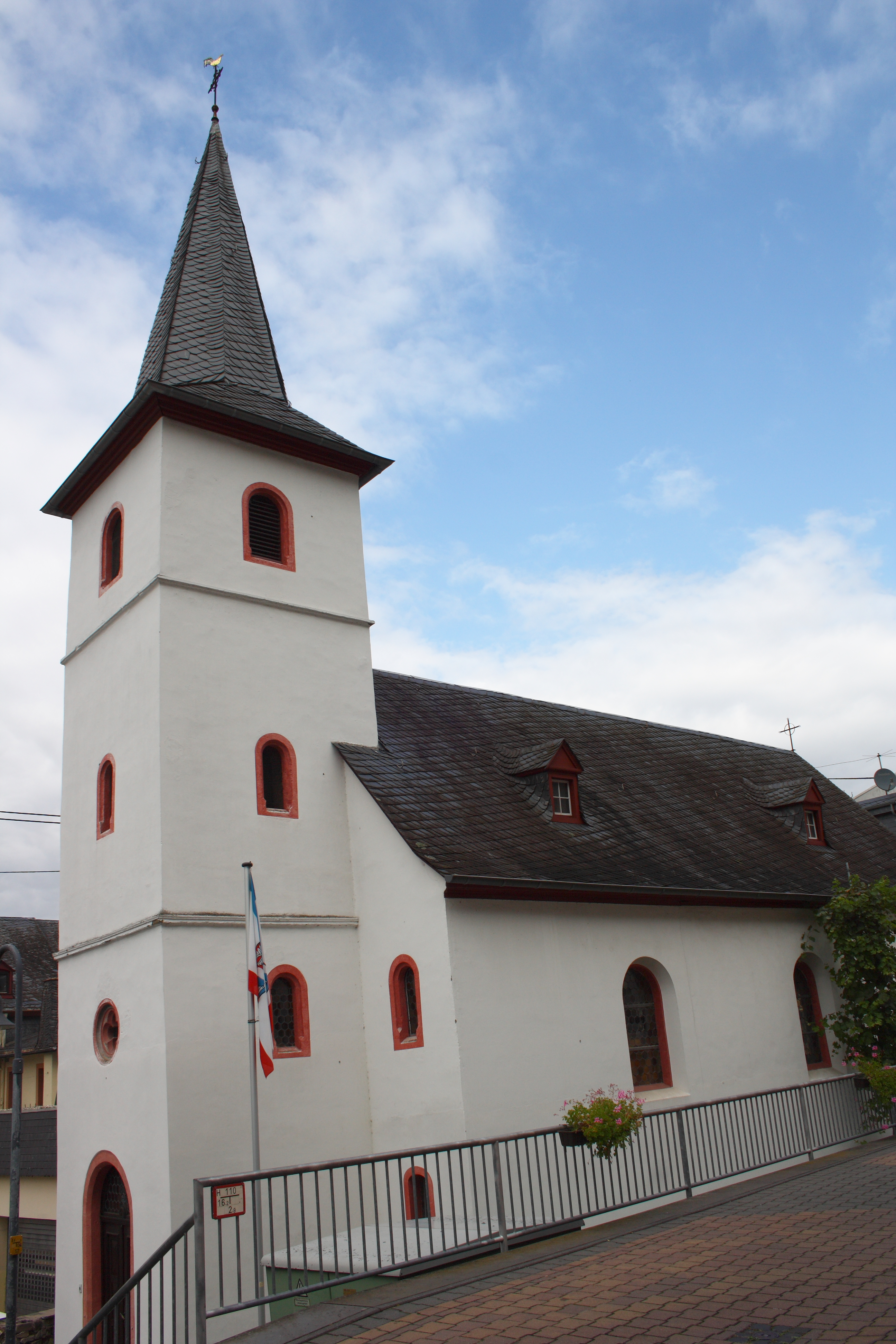

## Nevezetességek
- Rokokó stílusban épült temploma.

## Népesség
A település népességének változása:
| Lakosok száma | 629  | 650  | 630  | 671  | 672  | 688  |
|               | 1975 | 2017 | 2019 | 2021 | 2022 | 2023 |